# Landkreis Worbis (1945–1952)

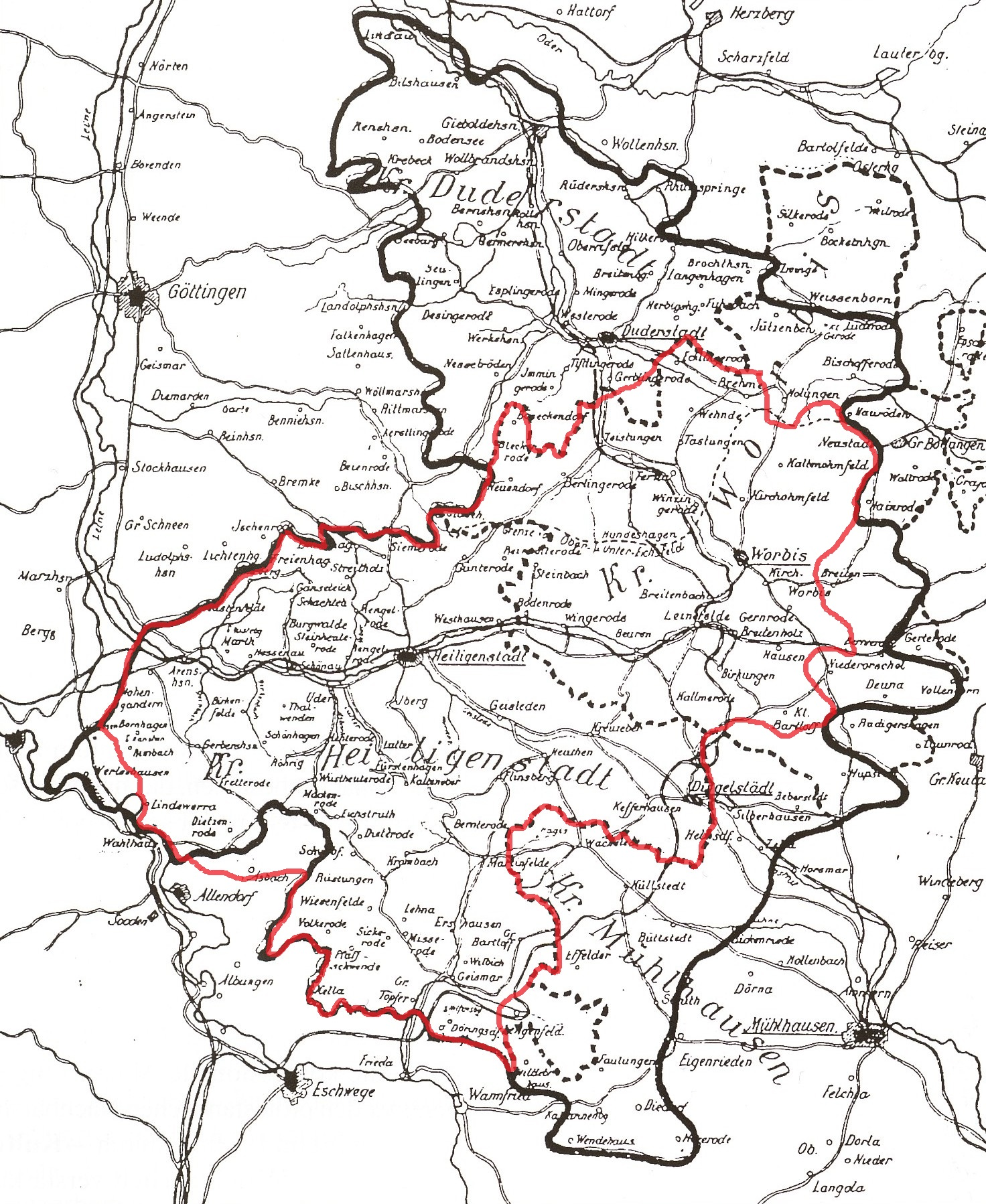
Der Landkreis Worbis im Jahr 1948

Der Landkreis Worbis, von seiner Gründung bis ins Jahr 1946 Landkreis Eichsfeld, war ein Landkreis, der von 1945 bis 1952 im Land Thüringen der SBZ bzw. der DDR bestand. Er hatte seinen Sitz in Heiligenstadt.

## Geschichte
In einer Verordnung über die Kreiseinteilung des Landes Thüringen vom 8. August 1945 wurden die ehemaligen preußischen Landkreise Worbis und Heiligenstadt zunächst zum Landkreis Eichsfeld mit Sitz der Verwaltung in Heiligenstadt zusammengelegt. Nur einzelne Behördenteile verblieben am Standort in Worbis. Zum Kreis gehörten damals die Städte Heiligenstadt, Worbis und Dingelstädt sowie etwa 115 Landgemeinden.
Im Rahmen des Wanfrieder Abkommens trat der Landkreis Eichsfeld am 17. September 1945 die beiden Gemeinden Neuseesen und Werleshausen an den hessischen Landkreis Witzenhausen in der Amerikanischen Besatzungszone ab. Im Gegenzug wechselten die hessischen Gemeinden Asbach, Sickenberg, Vatterode, Weidenbach und Hennigerode aus dem Landkreis Witzenhausen in den Landkreis Eichsfeld.
Am 10. Juni 1946 wurde die Gemeinde Kraja aus dem Landkreis Eichsfeld in den Landkreis Nordhausen umgegliedert.
Das Ergebnis der Gemeindewahlen am 8. September 1946, bei der die Ost-CDU im Kreis Eichsfeld trotz massiver Behinderungen durch die SED und SMAD  in Thüringen 63,7 % der Stimmen erreichte, führte zu verschiedenen Gegenmaßnahmen des Staates:
- am Tag nach der Wahl wurden 13 Ortsvorsitzende der CDU und 5 Geistliche verhaftet.
- am Sonntag nach der Wahl mussten die Bauern des Landkreises eine Sonderablieferung landwirtschaftlicher Produkte leisten.
- auf Befehl der SMAD in Weimar musste der Landkreis 22 Gemeinden an die Nachbarkreise Nordhausen und Mühlhausen abtreten und der Name des Landkreises wurde in Landkreis Worbis geändert, obwohl sich der Verwaltungssitz weiterhin in Heiligenstadt befand.

Am 30. September 1946 gab der Landkreis die Gemeinden Bernterode, Bischofferode, Bockelnhagen, Breitenworbis, Deuna, Gerterode, Großbodungen, Hauröden, Haynrode, Holungen, Hüpstedt, Jützenbach, Neustadt, Niederorschel, Rüdigershagen, Silkerode, Vollenborn, Wallrode, Weißenborn-Lüderode, Zaunröden und Zwinge an den Landkreis Nordhausen sowie die Gemeinde Lengenfeld unterm Stein an den Landkreis Mühlhausen ab. Am 15. Januar 1948 bestand der Kreis aus 3 Städten und 92 Landgemeinden und hatte 92.192 Einwohner, die Fläche des Kreises betrug 657,61 Quadratkilometer.
Am 25. Juli 1952 wurde der Landkreis Worbis im Zuge der Kreisreformen in der DDR in die beiden neuen Kreise Worbis und Heiligenstadt aufgeteilt. Der neue Kreis Worbis wurde gleichzeitig um 22 Gemeinden aus dem Landkreis Nordhausen und sieben Gemeinden aus dem Landkreis Mühlhausen vergrößert.
Noch vor der Deutschen Wiedervereinigung wurde der Kreis Worbis am 17. Mai 1990 wieder in den Landkreis Worbis umbenannt, bevor er am 1. Juli 1994 zusammen mit dem Nachbarkreis Kreis Heiligenstadt im heutigen Landkreis Eichsfeld aufging.

## Landräte

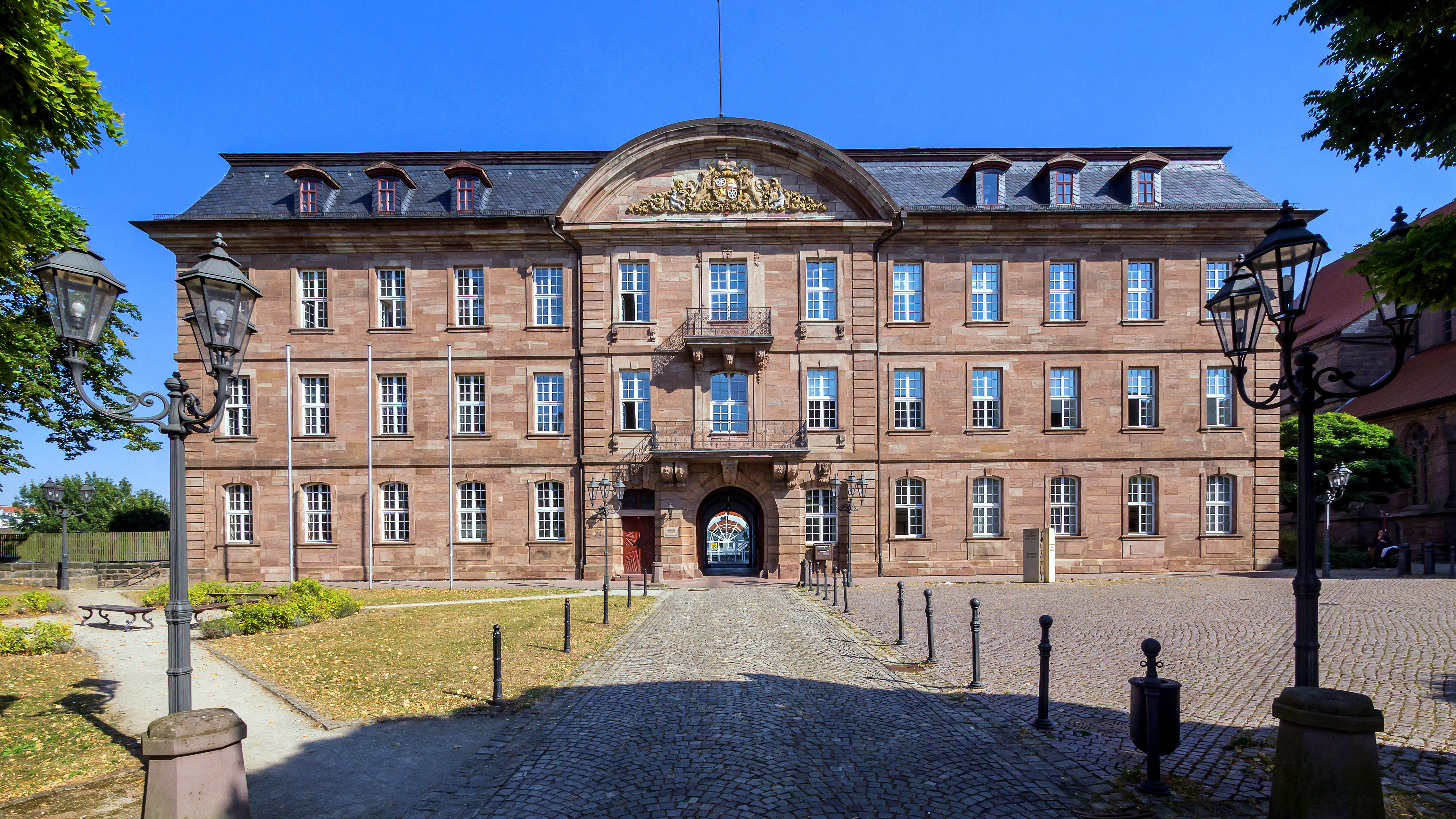
Das Schloss in Heiligenstadt als Sitz des Kreistages und des Landrates

- 08. Aug. 1945 – 05. Sept. 19460Aloys Schäfer (1946–1954 in Haft)[9]
- 09. – 19. Sept. 19460000000000Wiese (kommissarisch, wieder abgesetzt)
- 19. Sept. – 25. Nov. 1946000000Fritz Sattler (kommissarisch)[10]
- 26. Nov. 1946 – 1950000000000Adolf Braedel (1950 Flucht in die BRD)

Hugo Dornhofer war ab 1946 Vorsitzender des Kreistages, bis er 1948 zurücktreten musste und von 1952 bis 1956 in Haft saß.